# Nord-Odal
Nord-Odal er en kommune i Innlandet  fylke i Norge.
Den grænser i nord til Stange, i øst til Åsnes og Grue, i syd til Sør-Odal og Nes, og i vest til Eidsvoll. Højeste punkt er Årkjølen der er 641 moh. Kommunen havde i 2019 5.030 indbyggere.

## Tusenårssted
Kommunens tusenårssted er Sandsfossen, som er et gammelt industriområde. Der er opsat en tavle med information om stedets historie.

## Kendte personer fra Nord-Odal kommune
- Sigurd Hoel, forfatter
- Jan Werner Danielsen, sanger